# 民丹莪
民丹莪，是马来西亚砂拉越州泗里街省马拉端县的首府。民丹莪又称桔子城，是一个以福州人为主的小镇，和诗巫一样坐落在拉让江河畔，距离诗巫约有45分钟车程。

## 历史
民丹莪早期称为“民那丹”，在马来语中“民那丹”的意思为“动物”，直到后来才更名为“民丹莪”。也因民丹莪早期普遍种植着一种带着酸味的桔子，这里也被称为“桔子城”，虽然近年的销量没有比以前来的多，但是至今在乡下地区和路边摊仍可找到桔子。

## 交通
在70至90年代期间，拉让江沿岸许多市镇的对外交通为水路，可见许多艇只川行在拉让江，搭客众多。民丹莪在当时是泗里街和诗巫之间的快艇服务枢纽，直到后来陆路得到完善后，民丹莪的水路交通才逐渐消失。随着民丹莪红桥于千禧年初开通，使得民丹莪至泗里街的车程减少半小时。

## 教育
民丹莪共有4所中学，分别为马拉端国中、民丹莪国中、开中华中和东华华中。民丹莪也有32间小学，其中14所是华文小学。民丹莪17公里外也设有一间师范学院。